# Park Narodowy Rondane
Park Narodowy Rondane (norw. Rondane nasjonalpark) – najstarszy park narodowy Norwegii, założony 21 grudnia 1962. Na jego terenie znajduje się wiele szczytów o wysokości powyżej 2000 m, z najwyższym szczytem Rondslottet (2178 m n.p.m.). Rondane jest siedliskiem stad dzikich reniferów.
W 2003 roku rozszerzono obszar parku, który zajmuje teraz 963 km² w regionach Oppland i Hedmark. W najbliższym sąsiedztwie znajduje się największy park narodowy Norwegii położony w łańcuchu górskim Jotunheimen.